# مطار واو
مطار وأو (إياتا: WUU، إيكاو: HSWW) هو مطار يخدم مدينة واو في ولاية غرب بحر الغزال إحدى ولايات إقليم بحر الغزال في جنوب السودان.

## شركات الطيران
| شركات الطيران | الوجهات       |
| ------------- | ------------- |
| بدر للطيران   | جوبا، الخرطوم |

## وصلات خارجية
- Location of Wau Airport At Google Maps